# Sphagnum laxulum
Sphagnum laxulum är en bladmossart som beskrevs av H. Crum 1995. Sphagnum laxulum ingår i släktet vitmossor, och familjen Sphagnaceae. Inga underarter finns listade i Catalogue of Life.